# شبكة أوربت شوتايم
شبكة أوربت شوتايم (بالإنجليزية: Orbit Showtime Network)‏ أو OSN هي إحدى أكبر شركات التلفزيون المدفوع في الشرق الأوسط وشمال أفريقيا. وهي شركة مشتركة بين شركة مشاريع الكويت القابضة "KIPCO" (87%) وشركة الموارد السعودية القابضة 13%)، وقد تأسست من خلال اندماج شبكة أوربت الإعلامية وشوتايم أرابيا
يقع المقر الرئيسي للشبكة في مدينة دبي للإعلام في دبي، الإمارات العربية المتحدة. تبث القنوات بثلاث لغات وهي العربية والإنجليزية والفلبينية.
ابتداء من السادس عشر من فبراير 2016 تم نقل قنوات تيرنر برودكاست سيستم وهي ( كرتون نتورك بالعربية وتيرنر كلاسيك موفيز (TCM) ) من باقاتها إلى شبكة بي إن.
ابتداء من 27 من مايو 2023 تم مغادرة جميع قنوات باقة art نهائياً من الشبكة .[بحاجة لمصدر]
ابتداء من الأول من يناير 2024 تم نقل شبكة قنوات وارنر بْرَذرز. ديسكفري.[بحاجة لمصدر]

شعار شبكة أوربت شوتايم (2009–2012)

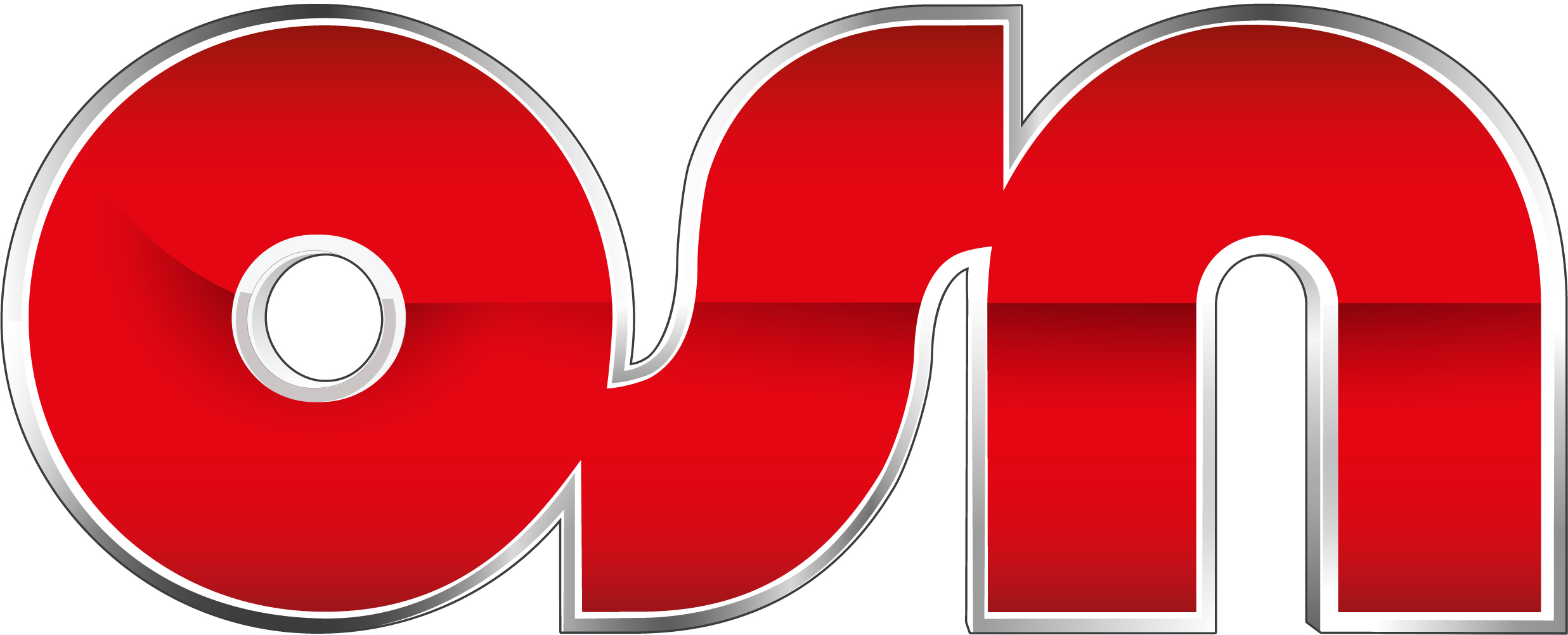
شعار شبكة أوربت شوتايم (2012–2020)

## قنوات

### قنوات الأفلام
- قناة أو أس أن تي في موفيس هوليود
- قناة أو أس أن تي في موفيز بريميير
- قناة أو أس أن تي في موفيز كوميدي
- قناة أو أس إن تي في موفيز أكشن
- او اس ان تي في موفيز هورور
- او اس ان تي في موفيز بوب اب

### قنوات المسلسلات الإجنبية
- قناة أو إس إن تي في كرايم
- قناة أو إس إن تي في شوكاس
- قناة أو إس إن تي في شوكاس كلاسيك
- قناة أو إس إن تي في كوميدي
- قناة أو إس إن تي في وان

### قنوات لايف ستايل وواقع
- قناة أو إس إن تي في Mezze
- قناة أو إس إن تي في ناو
- قناة أو إس إن تي في نيوز
- قناة E!
- قناة تي إل سي
- إم تي في لايف
- إم تي في الألفينيات
- سكاي نيوز
- سي إن بي سي
- بلومبيرغ نيوز
- سي إن إن
- قناة ديسكفري
- Investigation Discovery [الإنجليزية]
- Crime & Investigation Network [الإنجليزية]
- قناة التاريخ التلفزيونية
- H2
- قناة أنيمال بلانت
- قناة فتافيت
- قنوات الأطفال:
- قناة أو إس إن تي في موفيز فاميلي
  - قناة أو أس إن تي في كيدز
  - قناة أو إس إن تي في كيد زون
  - قناة ديزني
  - قناة Disney Junior
  - نيكلوديون
  - قناة Nick Jr.
  - قناة NickToons
  - Moonbug
  - قناة Baby TV
  - كرتون نتورك اتش دي

### ترفيه عربي
- قناة أو إس إن تي في يا هلا بالعربي
- قناة أو إس إن تي في يا هلا
- قناة اليوم
- قناة الصفوة
- قناة فن
- ميوزيك ناو
  - قناة المسلسلات
  - قناة المسلسلات +2
- قناة أو أس أن تي في ياهلا أفلام
- قناة سينما 1
- قناة سينما 2

## وصلات خارجية
- الموقع الرسمي